# N177 (België)
De N177 is een gewestweg in de Belgische provincie Antwerpen en verbindt de N155 aan het Albertpark in Antwerpen met de N149 in Willebroek. De totale lengte van de weg bedraagt ongeveer 14 kilometer.

## Traject
Tussen Wilrijk en Boom loopt de N177 aan weerszijden van de A12, die daar deels is uitgevoerd als autosnelweg, deels als autoweg (met op regelmatige afstand verkeerslichten). Bij calamiteiten op de A12 kan op verschillende plaatsen worden uitgeweken naar de naastliggende N177. Langs de N177 tussen Wilrijk en Boom heeft zich als het ware een lintbebouwing van grote warenhuizen, KMO's en fabrieken ontwikkeld. Men vindt er onder andere IKEA en Atlas Copco.

## Plaatsen langs de N177
- Antwerpen
- Wilrijk
- Aartselaar
- Schelle
- Rumst
- Boom

## N177a
De N177a is een 1 kilometer lange route in de plaats Boom. De route gaat over de Lange Lei welke achter het treinstation Boom ligt.

## N177b
De N177b is een korte verbindingsweg in de plaats Boom. De weg verbindt de N177 met het ziekenhuis via de 's Herenbaan.

## N177z
De N177z is de oostelijke weg van de N177 waar de A12 tussenin ligt. De westelijke weg die vanuit Antwerpen naar Willebroek heeft hier de naam N177.